# Гребля Бузіна
Гребля Бузіна (Bouzina) — гідротехнічна споруда на півночі Алжиру.
Греблю спорудили у 2016—2022 роках в південній частині гір Орес на уеді Бузіна у верхній частині сточища уеду Сіді-Зарзур, який є лівою притокою уеду Джеді (Djedi), що несе води до безстічного басейну озера Шотт-Мельгір. Призначенням споруди є водопостачання та іригація.
В межах проекту долину уеду перекрили гравітаційною греблею із ущільненого котком бетону висотою 77 метрів, довжиною 177 метрів та шириною від 8 (по гребеню) до 63 (по підошві) метрів, яка потребувала 284 тис. м3 мтаеріалу (з них 210 тис. м3 бетон ущільнений котком та 74 тис. м3 звичайний бетон). Центральна частина споруди виконана як водопереливна ділянка завширшки понад сім десятків метрів із гребенем на рівні 1045 метрів НРМ, тоді як інша частина має гребінь на позначці 1050 метрів НРМ. Водоскид повинен забезпечувати проходження повені з витратою 1360 м3/с.
Гребля утворила водосховище об'ємом 18,2 млн м3 (при нормальному рівні на позначці 1045 метрів НРМ) з площею поверхні 1,1 км2. Під час повені рівень може зростати до 1049 метрів НРМ, а об'єм сховища — до 27,3 млн м3.